# Atletismo nos Jogos Olímpicos de Verão da Juventude de 2010 - Arremesso de disco feminino
As provas do arremesso de disco feminino do atletismo nos Jogos Olímpicos de Verão da Juventude de 2010 foram realizadas nos dias 17 (qualificatória) e 21 de agosto (finais), no Estádio Bishan, em Cingapura. 13 atletas estavam inscritas neste evento.

## Medalhistas
| Ouro   | GER Shanice Craft    |
| Prata  | HUN Krisztina Váradi |
| Bronze | SWE Heidi Schmidt    |

## Qualificatória
| Pos. | Nome               | País               | 1     | 2     | 3     | 4     | Resultado | Notas | Final |
| ---- | ------------------ | ------------------ | ----- | ----- | ----- | ----- | --------- | ----- | ----- |
| 1    | Shanice Craft      | GER Alemanha       | 52.89 | 51.33 | 54.10 | 53.15 | 54.10     |       | A     |
| 2    | Simone Meyer       | RSA África do Sul  | 45.25 | x     | x     | 48.03 | 48.03     |       | A     |
| 3    | Heidi Schmidt      | SWE Suécia         | 46.35 | 47.20 | x     | 44.94 | 47.20     |       | A     |
| 4    | Krisztina Váradi   | HUN Hungria        | x     | 47.02 | 45.52 | x     | 47.02     |       | A     |
| 5    | Victoria Sadova    | RUS Rússia         | x     | x     | 45.37 | 43.21 | 45.37     |       | A     |
| 6    | Evangelia Psaraki  | GRE Grécia         | 45.00 | x     | x     | 42.93 | 45.00     |       | A     |
| 7    | Jeong Ye-Lim       | KOR Coreia do Sul  | 44.98 | x     | 44.55 | 39.62 | 44.98     |       | A     |
| 8    | Subenrat Insaeng   | THA Tailândia      | 44.96 | 44.20 | x     | 43.17 | 44.96     |       | A     |
| 9    | Sasha Gaye Marston | JAM Jamaica        | 43.73 | x     | x     | 41.18 | 43.73     |       | B     |
| 10   | Sarah Tolson       | USA Estados Unidos | x     | x     | x     | 42.58 | 42.58     |       | B     |
| 11   | Volha Hladchanka   | BLR Bielorrússia   | 40.15 | x     | 41.44 | x     | 41.44     |       | B     |
| 12   | Rahma Bouslama     | TUN Tunísia        | 38.57 | 37.68 | 38.33 | 39.46 | 39.46     |       | B     |
| 13   | Ashley Arroyo      | PUR Porto Rico     | x     | 37.39 | 36.96 | 38.55 | 38.55     |       | B     |

## Finais

### Final B
| Pos. | Nome               | País               | 1     | 2     | 3     | 4     | Resultado | Notas |
| ---- | ------------------ | ------------------ | ----- | ----- | ----- | ----- | --------- | ----- |
| 1    | Sarah Tolson       | USA Estados Unidos | 42.18 | 44.97 | 4-.18 | 43.61 | 44.97     |       |
| 2    | Sasha Gaye Marston | JAM Jamaica        | x     | 40.14 | 40.36 | x     | 40.36     |       |
| 3    | Volha Hladchanka   | BLR Bielorrússia   | x     | 36.78 | 39.85 | x     | 39.85     |       |
| 4    | Ashley Arroyo      | PUR Porto Rico     | x     | 38.65 | 38.06 | 39.07 | 39.07     |       |
| 5    | Rahma Bouslama     | TUN Tunísia        | 32.30 | 38.40 | 34.88 | x     | 38.40     |       |

### Final A
| Pos.              | Nome              | País              | 1     | 2     | 3     | 4     | Resultado | Notas |
| ----------------- | ----------------- | ----------------- | ----- | ----- | ----- | ----- | --------- | ----- |
| Medalha de ouro   | Shanice Craft     | GER Alemanha      | 53.31 | 50.55 | 51.47 | 55.49 | 55.49     |       |
| Medalha de prata  | Krisztina Váradi  | HUN Hungria       | x     | 47.31 | 48.85 | 49.92 | 49.92     |       |
| Medalha de bronze | Heidi Schmidt     | SWE Suécia        | 41.12 | x     | 44.96 | 47.57 | 47.57     |       |
| 4                 | Simone Meyer      | RSA África do Sul | x     | x     | 45.68 | 46.62 | 46.62     |       |
| 5                 | Subenrat Insaeng  | THA Tailândia     | 45.25 | 45.47 | x     | x     | 45.47     |       |
| 6                 | Evangelia Psaraki | GRE Grécia        | 43.31 | x     | 44.64 | x     | 44.64     |       |
| 7                 | Victoria Sadova   | RUS Rússia        | x     | 44.13 | 43.18 | 44.60 | 44.60     |       |
| 8                 | Jeong Ye-Lim      | KOR Coreia do Sul | 40.68 | 38.83 | 41.58 | 43.19 | 43.19     |       |